# كلاتشاي
كلاتشاي (بالفارسية: کلاچای) هي مدينة تقع في إيران في Kelachay District. يقدر عدد سكانها بـ 11,304 نسمة .